# Duatentopet
Duatentopet (auch Tentopet, Duatentipet oder Tentipet) war eine altägyptische Königin der 20. Dynastie. Gemäß ihrer Titel, die in ihrem Grab QV74 im Tal der Königinnen genannt werden, war sie vermutlich die Gemahlin von Ramses IV. und Mutter von Ramses V.
Sie ist möglicherweise identisch mit einer Gottesverehrerin des Amun namens Tentopet, die zusammen mit ihrem Vater Ramses III. im Chons-Tempel in Karnak erscheint. Damit wäre sie gleichzeitig Schwester oder Halbschwester von Ramses IV.
Ihrem Vermögensverwalter Amenophis gehört das thebanische Grab TT346 in Scheich Abd el-Qurna.